# Last to Know
Last to Know (englisch für „Letzte, die es weiß“) ist ein Lied der US-amerikanischen Sängerin Pink aus dem Jahr 2003.

## Entstehung und Veröffentlichung
Das Lied wurde von der Interpretin selbst (Alecia Moore), zusammen mit Tim Armstrong, geschrieben. Armstrong zeichnete darüber hinaus auch für die Produktion verantwortlich.
Die Erstveröffentlichung von Last to Know erfolgte als Teil von Try This am 10. November 2003 bei den Musiklabels Arista Records und LaFace Records (Katalognummer: 82876 56813 2), dem dritten Studioalbum von Pink. Am 12. April 2004 erschien es als vierte Singleauskopplung aus dem Album. Diese erschien als CD-Maxi-Single, mit drei Remixen der vorangegangenen Single God Is a DJ und dem Musikvideo zu Last to Know als B-Seiten (Katalognummer: 82876606812).

## Musikvideo
Das Musikvideo wurde unter der Regie von Russell Thomas gedreht. Im Oktober 2009 veröffentlicht, zählte es bis September 2024 über 4,2 Millionen Aufrufe auf der Videoplattform YouTube.

## Chartplatzierungen
| ChartsChartplatzierungen     | Höchstplatzierung | Wochen |
| ---------------------------- | ----------------- | ------ |
| Deutschland (GfK)            | 66 (8 Wo.)        | 8      |
| Österreich (Ö3)              | 48 (6 Wo.)        | 6      |
| Schweiz (IFPI)               | 46 (6 Wo.)        | 6      |
| Vereinigtes Königreich (OCC) | 21 (6 Wo.)        | 6      |